# Евсиков, Денис Сергеевич
Дени́с Серге́евич Е́всиков (19 февраля 1981, Владимир) — российский футболист, защитник. Играл в молодёжной сборной России, за сборную России провёл 4 матча. Тренер.

## Карьера в клубах
Воспитанник владимирской СДЮСШОР.

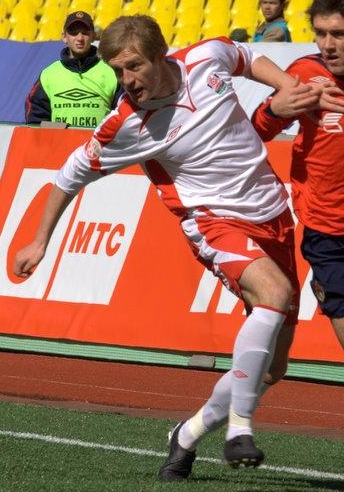
Евсиков в нальчинском «Спартаке»

11 июля 1999 года в 18-летнем возрасте дебютировал в чемпионате России в составе ЦСКА (перенесённый матч 19-го тура против «Зенита», ничья 1:1). Выступал за армейский клуб до 2003 года на протяжении 5 лет.
В последнем за ЦСКА матче 30-го тура чемпионата 2003 года против «Рубина» на 4-й минуте компенсированного времени при счёте 2:2 Евсиков коленом срезал мяч в собственные ворота после подачи с углового Денисом Бояринцевым. «Рубин» не только выиграл 3:2, но и стал бронзовым призёром чемпионата России.
После смены тренера в ЦСКА в межсезонье 2003/04 был переведён в дубль и в феврале 2004 года перешёл в московский «Локомотив» — по иронии судьбы, именно из-за Евсикова «Локомотив» лишился бронзовых медалей чемпионата России 2003 года.
В «Локомотиве» Евсиков не сумел закрепиться — сыграв только два кубковых матча и несколько игр за дубль, летом 2004 он покинул команду и перешёл в клуб первого дивизиона «Терек», с которым занял первое место и вышел в премьер-лигу. В 2005 году в составе грозненского клуба Евсикову не удалось сыграть ни одного матча в чемпионате России — в первом же туре, в матче за дубль против ЦСКА, он получил тяжёлую травму колена, которая вывела его из строя до конца года.
В 2006 году перешёл в нальчикский «Спартак». Спустя более чем два года после матча против «Рубина» провёл свой следующий матч премьер-лиги — в 1-м туре «Спартак» принимал на своём поле ЦСКА, Евсиков вышел на замену за пять минут до конца матча (армейцы, забив на последних секундах, одержали победу 1:0).
23 июля 2006 года забил единственный гол в чемпионатах России. В домашнем матче 12-го тура против «Амкара», выйдя на замену в начале матча, забил второй гол команды, оказавшийся победным (2:1). После этой игры «Спартак» (Нальчик) сенсационно вышел на первое место в турнирной таблице чемпионата-2006 (итоговый результат сезона: 9-е место).
В 2007 году Евсиков являлся одним из лидеров и капитаном нальчикского клуба, из 15 игр первого круга чемпионата-07 он пропустил только одну.
В июле 2007 года Евсиков, воспользовавшись пунктом в контракте, перешёл в «Томь» и сразу закрепился в составе сибиряков, дебютировав в 19-м туре и приняв участие во всех последующих матчах сезона премьер-лиги. В 2008 году трижды получал относительно серьёзные травмы и длительное время провёл вне игры.

## Тренерская карьера
На турнире «Переправа» — 2021 тренировал сборную группы 2 ПФЛ.
29 января 2024 года стал главным тренером владимирского «Торпедо». 24 июня 2025 года покинул свой пост.

## Достижения
- Чемпион России 2003.

Серебряный призёр чемпионата России 2002
- Обладатель Кубка России 2001/02

Финалист Кубка России 1999/2000
- Первое место в первом дивизионе России: 2004
- В списках 33 лучших футболистов чемпионата России (1): № 3 (2002)

## Клубная статистика
| Сезон | Клуб               | Чемпионат                | Чемпионат | Кубок | Еврокубки      | Еврокубки | Прочие                                                              |
| ----- | ------------------ | ------------------------ | --------- | ----- | -------------- | --------- | ------------------------------------------------------------------- |
| 1999  | ЦСКА (Москва)      | Высший дивизион          | 3 (0)     | 0 (0) | Лига чемпионов | 0 (0)     | —                                                                   |
| 1999  | ЦСКА (Москва)      | Второй дивизион (ЦСКА-2) | 24 (2)    | —     | —              | —         | —                                                                   |
| 2000  | ЦСКА (Москва)      | Высший дивизион          | 9 (0)     | 3 (0) | Кубок УЕФА     | 0 (0)     | —                                                                   |
| 2000  | ЦСКА (Москва)      | Второй дивизион (ЦСКА-2) | 13 (1)    | —     | —              | —         | —                                                                   |
| 2001  | ЦСКА (Москва)      | Высший дивизион          | 20 (0)    | 2 (0) | —              | —         | Турнир дублёров: 5 (0)                                              |
| 2002  | ЦСКА (Москва)      | Премьер-лига             | 29 (0)    | 3 (0) | Кубок УЕФА     | 1 (0)     | —                                                                   |
| 2003  | ЦСКА (Москва)      | Премьер-лига             | 24 (0)    | 2 (0) | Лига чемпионов | 2 (0)     | Суперкубок России: 1 (0); Кубок РФПЛ: 1 (0); Турнир дублёров: 4 (0) |
| 2004  | Локомотив (Москва) | Премьер-лига             | 0 (0)     | 2 (0) | —              | —         | Турнир дублёров: 8 (1)                                              |
| 2004  | Терек              | Первый дивизион          | 10 (0)    | 0 (0) | Кубок УЕФА     | 0 (0)     | —                                                                   |
| 2005  | Терек              | Премьер-лига             | 0 (0)     | 0 (0) | —              | —         | Турнир дублёров: 1 (0)                                              |
| 2006  | Спартак (Нальчик)  | Премьер-лига             | 13 (1)    | 2 (0) | —              | —         | Турнир дублёров: 9 (0)                                              |
| 2007  | Спартак (Нальчик)  | Премьер-лига             | 14 (0)    | 0 (0) | —              | —         | —                                                                   |
|       | Томь               | Премьер-лига             | 12 (0)    | 2 (0) | —              | —         | —                                                                   |
| 2008  | Томь               | Премьер-лига             | 5 (0)     | 0 (0) | —              | —         | Молодёжное первенство: 2 (0)                                        |
| 2009  | Томь               | Премьер-лига             | 4 (0)     | 0 (0) | —              | —         | Молодёжное первенство: 1 (0)                                        |
| 2010  | Торпедо-ЗИЛ        | Второй дивизион          | 4 (0)     | 0 (0) | —              | —         | —                                                                   |

## Статистика в сборной

### Молодёжная
| Дата            | Турнир | Матч     | Матч | Матч           | Статистика     |
| --------------- | ------ | -------- | ---- | -------------- | -------------- |
| 29 марта 2003   | ОЧЕ    | Албания  | 1:4  | Россия (до 21) | Полный матч    |
| 5 сентября 2003 | ОЧЕ    | Ирландия | 2:0  | Россия (до 21) | Заменён на 26' |

### Национальная
| Дата            | Турнир | Матч            | Матч | Матч   | Статистика   |
| --------------- | ------ | --------------- | ---- | ------ | ------------ |
| 12 февраля 2003 | ТМ     | Республика Кипр | 0:1  | Россия | Полный матч  |
| 13 февраля 2003 | ТМ     | Румыния         | 2:4  | Россия | Полный матч  |
| 30 апреля 2003  | ОЧЕ    | Грузия          | 1:0  | Россия | Вышел на 14' |
| 7 июня 2003     | ОЧЕ    | Швейцария       | 2:2  | Россия | Вышел на 82' |